# Mariam-uz-Zamani
Mariam-uz-Zamani (ok. 1542 w Amerze, zm. 19 maja 1623 w Agrze) – cesarzowa Wielkich Mogołów, księżniczka radźpudzkiego Ameru, żona trzeciego cesarza Wielkich Mogołów, Akbara. Najdłużej rządząca cesarzowa w dynastii Wielkich Mogołów (1562–1605). Jej małżeństwo z Akbarem, zawarte z inicjatywy jej ojca, doprowadziło do stopniowej zmiany polityki religijnej i społecznej Wielkich Mogołów. We współczesnej historiografii indyjskiej związek ten jest powszechnie uważany za potwierdzenie tolerancji zarówno samego Akbara, jak i Wielkich Mogołów rządzących wieloetnicznym i wieloreligijnym imperium. Była matką najstarszego syna Akbara i jego następcy, Dżahangira, oraz babką Szahdżahana. Wywierała znaczny wpływ na dwór cesarski.

## Życie prywatne

### Pochodzenie i imię
Była córką radży Bharmala z Ameru i Rani Champavati, córki Rao Ganga z klanu Solanki. Jej dziadkami ze strony ojca byli Raja Prithviraj Singh I i Apurva Devi, córka Rao Lunkarana z Bikaneru.
Nie wiadomo, pod jakim imieniem przyszła na świat. Źródła historyczne sugerują jej rodowe imię. Przykładowo w XVIII-wiecznej genealogii jej klanu (Kachwaha) określana jest jako Harkhan Champavati. Inne źródła podają następujące imiona: Harkha Bai, Jiya Rani, Maanmati bai, Harika bai, Hira Kunwari, Heer Kunwari, Shahi-Bai i Shahi Begum.
W 1564, po 2 latach małżeństwa, Akbar nadał jej nowe honorowe muzułmańskie imię „Wali Nimat Begum” (dosł. „błogosławieństwa Boże”). Tytuł wiązał się z narodzinami syna Dżahangira. Imienia używano we współczesnych jej kronikach Wielkich Mogołów, w tym w autobiografii Dżahangira, Tuzk-e-Jahangiri. Cesarz nadał jej Mariam-uz-Zamani (dosł. Maria/Filar czystości). Inne tytuły cesarzowej to: „Mallika-e-Muezamma” (dosł. „Wielka Cesarzowa”) i „Mallika-e-Hindustan” (dosł. „Cesarzowa Hindustanu”). Za swojego panowania była powszechnie nazywana „Shahi Begum” (dosł. „Cesarska małżonka”). Oficjalnie używała imienia Wali Nimat Mariam-uz-Zamani Begum Sahiba.
Cesarz Akbar zarządził, aby ze względu na świętość kobiet z dynastii Wielkich Mogołów nie wypowiadać publicznie ich imion. Miały być określane epitetem albo od miejsca ich urodzenia, albo kraju lub miasta, w którym po raz pierwszy spotkały się z cesarzem. Dlatego Mariam Zamani była nazywana córką radży Bharmala lub siostrą radży Bhagwanta Dasa. Syn cesarzowej w swoich pismach nazywał matkę tytułem Hadhrat Mariam-uz-Zamani.
Współcześnie cesarzowa najbardziej znana jest – błędnie – pod imieniem „Jodha Bai”. Użyto go pierwszy raz w Annals and Antiquities of Rajasthan Jamesa Toda z początku XIX wieku. Imię to oznacza dosłownie księżniczka Dźodhpuru i sugeruje związek cesarzowej z rodziną królewską Królestwa Manwarów, a nie z radżami z Ameru. Dlatego uważa się, że imię „Jodha Bai” lub „Jodh Bai” odnosi się do żony Dżahangira, Jagat Gosain, córki Raja Udai Singha z Dźodhpuru.

### Małżeństwo

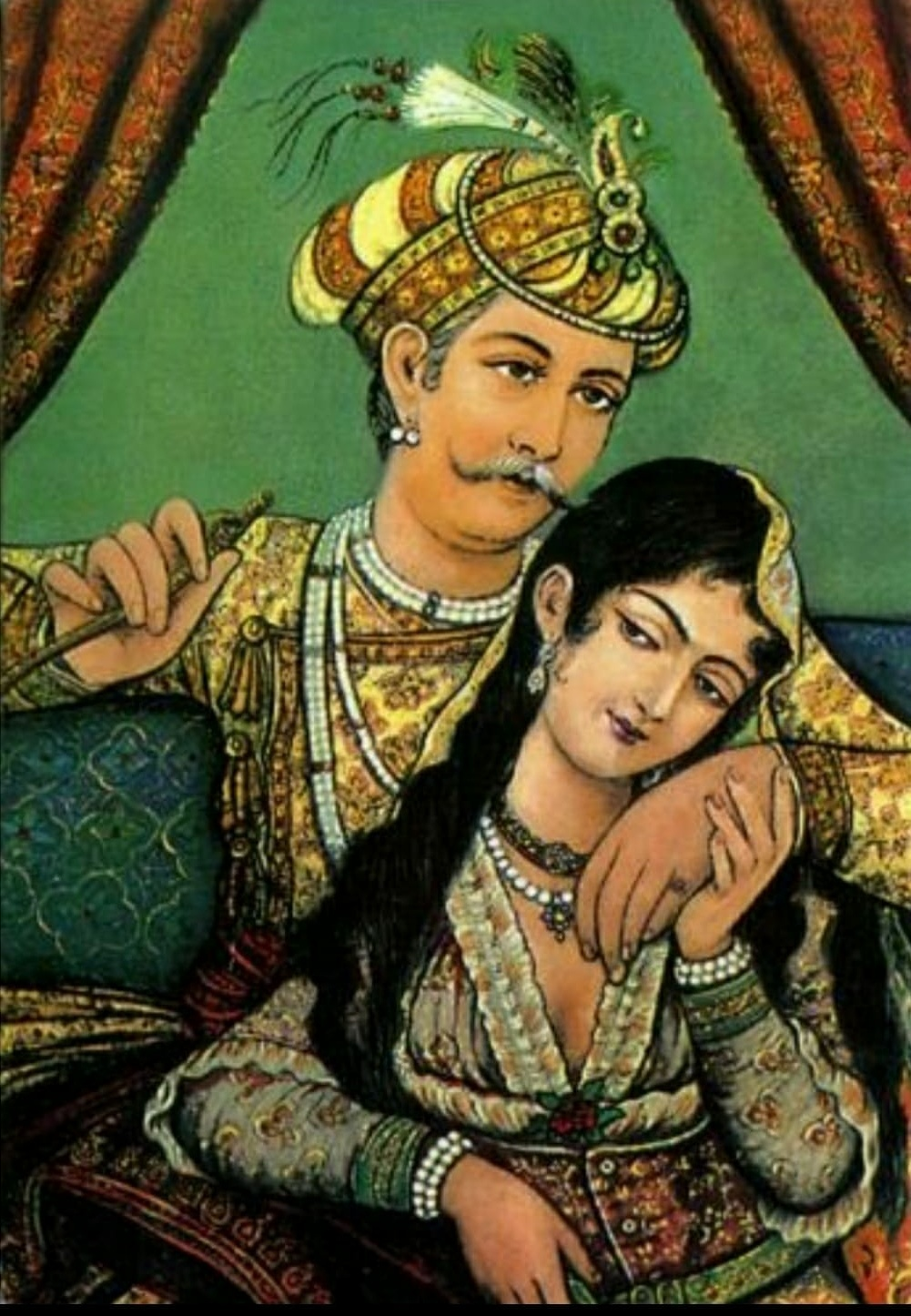
Akbar i Mariam-uz-Zamani

Małżeństwo Mariam-uz-Zamani było wynikiem konfliktu między jej ojcem a szwagrem Akbara, Sharif-ud-dinem Mirzą, hakimem z Mewat. Radża Bharmal był prześladowany z rąk Sharif-ud-dina z powodu jego konfliktu z Sudźamalem. Bharmal zgodził się zapłacić trybut i oddał jako zakładników swojego syna Dżagannatha oraz dwóch siostrzeńców: radżę Singha, syna radży Askaranu, i Khangara, syna Jagmala. Sharif-ud-din zwrócił się do cesarza z prośbą o interwencję. Cesarz zgodził się pod warunkiem, że radża Bharmal zrezygnuje ze swoich warunków. Sugerowano też, by córka Bharmala została wydana za Akbara.
Ślub odbył się 6 lutego 1562, gdy Akbar wracał do Agry z Adźmeru (po modlitwie przy grobie Moinuddina Chishtiego). Uroczystość zorganizowano w cesarskim obozie wojskowym w Sambharze w Radżastanie. Abu'l-Fazl ibn Mubarak twierdził, że Akbar zgodził się na małżeństwo po objawieniu, którego doznał w Adźmer Sharif. Bharmal dał córce bogaty posag i wysłał z nią syna Bhagwana Dasa i kontyngent żołnierzy radźpuckich, aby eskortowali nową cesarzową do Agry.
Chociaż małżeństwo było wynikiem sojuszu politycznego, Akbar i księżniczka stopniowo zbliżali się do siebie. Stała się najukochańszą żoną Akbara. Aż do śmierci pozostała jego ulubienicą. Cesarzową polubiła też mamka władcy, Maham Anaga. W środowisku naukowym pojawiają się jednak opinie, że małżonków nie łączyła miłość.
Według Beni Prasad małżeństwo Akbara z radźpucką księżniczką symbolizowało początek nowej ery w historii Hindustanu, zapewniło bowiem czterem pokoleniom mogolskich cesarzy służbę Radźputów, z których pochodziło wielu najważniejszych dowódców i dyplomatów tej epoki. Dirk Collier zauważył, że sojusz zbudowany na tym małżeństwie stał się podstawą potęgi militarnej Akbara. Do tej pory hinduscy radżowie wydawali swe córki za mogolskich władców, ale na znak poddaństwa. Stosunek Akbara do żony i jej rodziny był inny. Jej krewni nie byli traktowani jak wasale, ale jak sojusznicy, przyjaciele i członkowie rodziny.
Małżeństwo cesarza z księżniczką Ameru zapewniło jej rodzinie potężne wsparcie. Stała się jedną z najwyższych rangą szlacheckich rodzin na dworze Akbara. Jej rodzina była wysoko ceniona przez cesarza za ich odwagę, oddanie i lojalność. Spośród 27 Radżputów wśród mansabdarów Abu’l-Fazla 13 pochodziło z Ameru. Radża Bharmal, ojciec cesarzowej, po jej ślubie natychmiast został dowódcą 5000 jednostek kawalerii. Była to najwyższa ranga, jaką mógł zajmować szlachcic na dworze mogolskim. Brat cesarzowej, Bhagwant Das, w 1585 został dowódcą 5000 jednostek kawalerii. Przyznano mu tytuł Amir-ul-Umra (Naczelny Szlachcic). Jego syn, Man Singh I, został dowódcą 7000 sił, pierwszym, który piastował tę rangę za panowania Akbara. Po bitwie pod Paronkh w październiku 1562, w której zginął narzeczony młodszej siostry Mariam-uz-Zamani, Sukanyi, Akbar zajął się przyszłością szwagierki i adoptował ją.
W 1585 Mariam-uz-Zamani zaaranżowała małżeństwo córki swojego brata, Man Bai, z Salimem. Z tej okazji Akbar odwiedził miasto Amer i jako wyraz szacunku dla rodziny cesarzowej niósł palankin panny młodej. Man Bai została później matką ulubionego wnuka Akbara, Khusrau Mirzy, i otrzymała prestiżowy tytuł „Shah Begum”.

### Wyznanie
Przypuszczano, że skoro księżniczka miała na imię Mariam, co brzmi podobnie do Maryi, musiała być chrześcijanką. Niemniej imię Maria lub Mariam jest popularne wśród wyznawców islamu. Maryam to jedyna kobieta wymieniona w Koranie. Imię to wiązało się z uznaniem dla cesarzowej. Akbar nadał identycznie brzmiący tytuł – „Mariam Makani” – swojej matce. Według Edmunda Smitha historia chrześcijańskiej cesarzowej pojawiła się dzięki niektórym osobom wizytującym Fatehpur Sikri, które podały, że w domu Mariam znajdował się obraz zwiastowania, stąd musiała być chrześcijanką. Biograf Akbara, Abul Fazl, nie wspomina o tym, że Akbar kiedykolwiek miał chrześcijańską żonę. Edmund Smith kazał otworzyć kryptę grobową cesarzowej, aby dowiedzieć się, czy była chrześcijanką. Nie znalazł żadnego krzyża ani symboliki chrześcijańskiej.
Przypuszczenie, że cesarzowa była chrześcijanką, mogło wynikać z obecności na mogolskim dworze i w haremie Akbara kobiety z Europy. W połowie XVI wieku podróżująca na portugalskim statku wzdłuż wybrzeży Morza Arabskiego Dona Maria Mascarenhas mogła zostać schwytana (wraz z siostrą Julianą), a potem ofiarowana cesarzowi Akbarowi. Był to prezent od sułtana Bahadura Szacha z Gudżaratu. Cesarz zakochał się w Europejce. Portugalczycy nie akceptowali tego, że katoliczka mieszka na dworze Mogołów i należy do haremu. Mogołowie zaś sprzeciwiali się temu, że żoną cesarza została chrześcijanka. Kronikarze angielscy i mogolscy stworzyli mit chrześcijańskiego wyznania Jodhy bai. Badacz Luis de Assis Correia twierdzi, że Maria Mascarenhas mogła być matką Dżhangira i w źródłach określana była jako Maryum-ul-Zamani, Jodhabai lub Harkabai.
Akbar, pod naciskiem radży Bharmala, nie zmusił jego córki do konwersji na islam i pozwolił jej na kultywowanie praktyk religijnych. W pałacu zbudowano małą świątynię, w której każdego ranka modliła się cesarzowa. Sam cesarz brał udział w pudźy cesarzowej. Szczególnie czciła Krysznę. Pałac w Fatehpur Sikri, w którym zamieszkała w 1571, był dekorowany klejnotami i zdobiony freskami.

### Ślady w źródłach
Księżniczka przybyła na mogolski dwór w stroju właściwym dla radźpuckiej szlachty. Na ikonografii z epoki przedstawiana jest w ciężkiej, kołyszącej się haftowanej lehendze, która kończyła się znacznie powyżej kostki, oraz ciasno dopasowanej choli wiązaną z tyłu sznurkami z frędzlami. Głowę i ramiona nakrywała przezroczystym szalem odhani, przez który prześwitywał jej nagi brzuch i ramiona. Nosiła ciężką złotą biżuterię: kołyszące się kolczyki, kolczyk w nosie, przylegające do ciała bransoletki i złoty pas. Kultura rapdźpucka i ubiór księżniczki Radźputów wpłynęły na stroje i etykietę Mogołów.
Opisywano ją jako charyzmatyczną i żądna przygód kobietę o porywczym usposobieniu. Abu’l-Fazl ibn Mubarak w Akbarnamie pisał, że wyróżniała się intelektem i była taktowna. ʽAbd al-Qadir Badayuni opisał ją jako kobietę o łagodnym usposobieniu. Notowano, że była cnotliwą kobietą wierną ideałom.

### Macierzyństwo

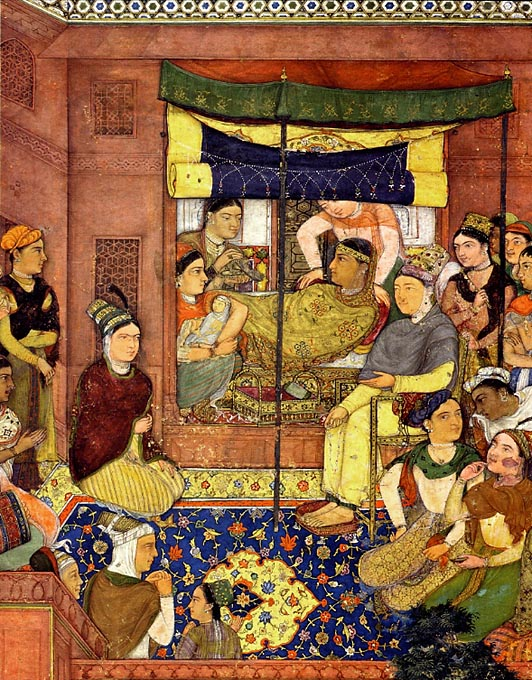
Narodziny Salima (Dżahangira)

Mariam-uz-Zamani urodziła Akbarowi co najmniej troje dzieci. Dwaj pierwsi to urodzeni 19 października 1564 w Agrze bliźniacy, Mirza Hassan i Mirza Hussain, którzy szybko zmarli (Mirza Hussain 29 października, a Mirza Hassan 5 listopada). Pogrążony w żałobie Akbar zabrał ze sobą żonę na kampanię wojenną. Wracając do Agry, zatrzymał się w Fatehpur Sikri, Salima Chishti, znanego hodży. Prorok zapewnił cesarza, że wkrótce urodzi mu się trzech synów, którzy dożyją sędziwego wieku. Kilka lat później Akbar i Mariam-uz-Zamani udali się boso na pielgrzymkę do Ajmer Sharif Dargah, aby modlić się o potomka. W 1569 ogłoszono, że cesarzowa spodziewa się dziecka. Pod koniec ciąży została wysłana do mieszkania Salima Chisti w Fatehpur Sikri. Czesarz często przyjeżdżał do Fatehpur Sikri, aby opiekować się żoną. W Fatehpur Sikri zbudowano dla niej pałac królewski o nazwie Rang Mahal.
31 sierpnia 1569 cesarzowa urodziła chłopca, który otrzymał imię Salim w uznaniu wiary ojca w skuteczność modlitwy Salima Christi. Akbar urządził tygodniowe uroczystości i nakazał uwolnienie przestępców. Choć chciał od razu jechać do Sikri, polecono, by tego zaniechał z powodu niepomyślenia ułożenia gwiazd i wiary, że ojciec nie powinien widzieć twarzy długo oczekiwanego syna zaraz po jego urodzeniu. Przyjechał do żony i syna po 2 tygodniach. Akbar poważnie traktował przesądy i przyrzeczenia. Jeszcze gdy cesarzowa była w ciąży, pewnego dnia dziecko przestało się ruszać. Akbar polował wówczas na gepardy. Przyrzekł, że od tego dnia już nigdy nie będzie tego robił w piątek. Ślub miał zabezpieczyć nienarodzonego syna. Według późniejszych relacji dotrzymał przyrzeczenia. Tak samo Salim nigdy nie polował na gepardy w piątek. Po narodzinach syna cesarz publicznie przejawiał radość. Obdarował cesarzową biżuterią wartą jeden lakh złotych monet, poklepał też po głowie, wyrażając miłość. Przyznał jej tytuł „Mariam-uz-Zamani”. Liczebność oddziałów podlegających Bhagwanowi Dasowi i Manowi Singhowi I, krewnym cesarzowej, została podniesiona o dwa tysiące koni każdy, otrzymali też honorowe szaty właściwe tylko członkom rodziny królewskiej.
Syn cesarskiej pary, Shahzada Salim, znany jako Dżahangir, dożył 28 października 1627. Z dumą opisywał hołd, jaki oddawał matce przez dotykanie jej stóp. We wspomnieniach określał ją epitetem „Hazrat”, nazywał ją „Hazrat Mariam-uz-Zamani” („Jej Królewska Mość”) lub „moja wzniosła matka”. Zwykł nosić na ramionach jej palankin.
Mariam-uz-Zamani była też przybraną matką jednego z pasierbów, Daniyala Mirzy (ur. 11 września 1572, Adźmer, zm. 19 marca 1605).
Cesarzowa była gospodynią wielu wydarzeń, które organizowano w jej pałacu, np. wszystkie rocznice urodzin syna, jego małżeństwa z księżniczką Ameru, córka Kunwara Jagata Singha, jak również ślubu Shahzady Parviz z córką sułtana Murada Mirzy i ceremonii henny Ladli Begum, córki Nur Jahan i Shahryara Mirzy.

## Cesarzowa Hindustanu

### Wpływy na dworze i w państwie
Cesarzowa miała znaczący wpływ na Akbara. Była główną siłą napędową i główną inspiracją Akbara we wprowadzaniu tolerancji religijnej w państwie. Była odpowiedzialna za sprawy pielgrzymkowe. Niemniej religijni ulemowie na dworze Akbara byli niezadowoleni z wpływu na władcę cesarzowej i innych jego hinduskich żon. Akbar z szacunku do żon-hinduistek przestał jeść wołowinę. Hinduskie żony nalegały, by powstrzymał się od jedzenia cebuli i czosnku. Miał się zgodzić. Pod wpływem hinduskich żon cesarz nigdy nie nosił brody i nie spędzał czasu z ludźmi, które je nosili. Aby zdobyć miłość hinduskich żon, powstrzymywał się od wszystkiego, co było dla nich odrażające. Wpływ Mariam-uz-Zamani i innych hinduskich żon cesarza oburzał muzułmańskich konserwatystów, szczególnie kiedy Akbar nakazał wszystkim na dworze wstawać podczas wieczornych modlitw hinduistek. Ira Mukhoty wskazał, że kult Akbara wobec słońca wiązał się z emblematem rodziny radźpuckiej cesarzowej, którym jest Lord Surya (słońce).
Mariam-uz-Zamani została odpowiedzialna za hinduski harem Akbara. Cesarski harem Akbara został zreorganizowany w instytucję. Wysoka pozycja Mariam-uz-Zamani w cesarskim haremie zapewniła jej znaczną władzę i przywileje. Mariam-uz-Zamani była najstarszą kobietą w cesarskim haremie. Miała prawo wydawania w jego imieniu oficjalnych dokumentów i edyktów, zwanych farmanami. Oprócz niej mogły to robić tylko Hamida Banu Begum, Nur Jahan, Mumtaz Mahal i Jahanara Begum.
W Agrze miała ogród podarowany jej przez męża. Kazał tam zbudować kilka pałaców dla cesarzowej: w Fatehpur Sikri, Mandu, Lahore i Allahabadzie. Uważa się, że rezydencja Dżahangiri Mahal w Agrze została zbudowana przez Akbara dla jego radźpuckiej żony. Kiedy w 1571 Akbar przeniósł swój dwór do Fatehpur Sikri, cesarzowa zamieszkała w jednym z najwspanialszych i najpiękniejszych pałaców zbudowanym zgodnie z architekturą Radżastanu. Pałac powszechnie znany jest jako Jodha Bai Mahal. Był połączony przez sypialnię z pałacem Akbara. Pałac cesarzowej w Mandu, zwany świątynią Nilkanth (Mandu) lub, jak zapisał Dżahangir w autobiografii, Imarat-i-Dilkhusha (przyjemna dla serca siedziba), był ulubionym miejscem matki i syna na świętowanie urodzin Dżahangira. Decyzję o budowie pałacu Akbar wydał w 1574. Wewnątrz zbudowano świątynię Śiwy z Shiv Ling.

Miała znaczną swobodę wypowiadania się w sprawach polityki. Była jedną z nielicznych żon Akbara, które miały przywilej uczestniczyć w posiedzeniach rady dworskiej i wyrażać swoje poglądy. 

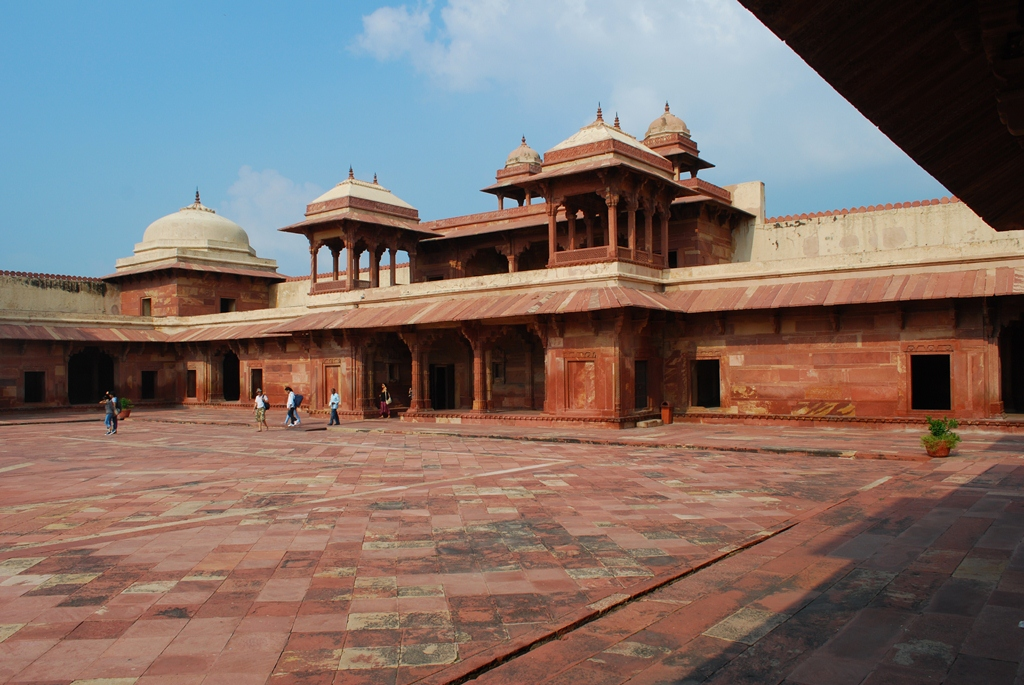
Khawabgah należący do Mariam-uz-Zamani w jej pałacu w Fatehpur Sikri, znanym jako Pałac Jodhy bai

Często podróżowała do rodzinnego miasta Amer. Miała również przywilej częstego towarzyszenia Akbarowi podczas jego kampanii wojennych. Była wierna i oddana mężowi. Interweniowała w konfliktach. W maju 1603, kiedy Akbar zasugerował synowi podjęcie wyprawy wojskowej w celu ukarania Rany Amara Singha, który wkroczył na terytoria Mogołów w Radżastanie, a potem naciskał na wyjazd syna na kampanię wojenną, Mariam-uz-Zamani i inna żona cesarza, Salima Sultan Begum, poprosiły władcę o pozwolenie na pozostanie następcy tronu dworze. Akbar wycofał firman. Muni Lal odnotował też, że Mariam-uz-Zamani wraz z Salimą Sultan Begum interweniowały w celu odwołania cesarskiego nakazu aresztu domowego dla Salima. Po śmierci Hamidy Bano Begum, ukochanej Salima, cesarz nakazał przetrzymywać syna w izolatce i zakazał podawania mu alkoholu i opium. Dzięki presji ze strony królowych Akbar pozwolił Salimowi przenieść się do pałacu. Cesarzowa wraz z innymi królowymi (Salimą Sultan Begum i Shakr-un-Nissą Begum) zapewniła księciu Khusrau Mirzy ułaskawienie. W 1616 cesarzowa wysłała list do syna, w którym wyraziła troskę o bezpieczeństwo Khusrao Mirzy. Przewidywała, że jeśli Khusrau zostanie powierzony opiece Nur Jahan, dążącej do jego eliminacji w drodze na tron, zostanie zabity. Ulegając prośbom matki, sióstr, macoch i sióstr Khusrau, Dżahangir nie przekazał kontroli nad Khusrau królowej Nur Jahan ani księciu Khurramowi. Przepowiednia Mariam-uz-Zamani o bratobójczych walkach w łonie rodziny królewskiej miała się spełnić, gdy dzieci Szahdżahana, Aurangzeb i Dara Shikoh, stoczyli pojedynek o tron królewski. Książę Dara Shikoh został zamordowany przez brata.
Jej wpływ, a tym samym wpływ kultury radźpuckiej na imperium Mogołów, miał wymiar kulturowy, kulinarny, artystyczny i religijny. Po śmierci męża zmniejszenie wpływu cesarzowej doprowadziło do upadku wpływów Radżputów na dworze Mogołów.

### Działalność gospodarcza

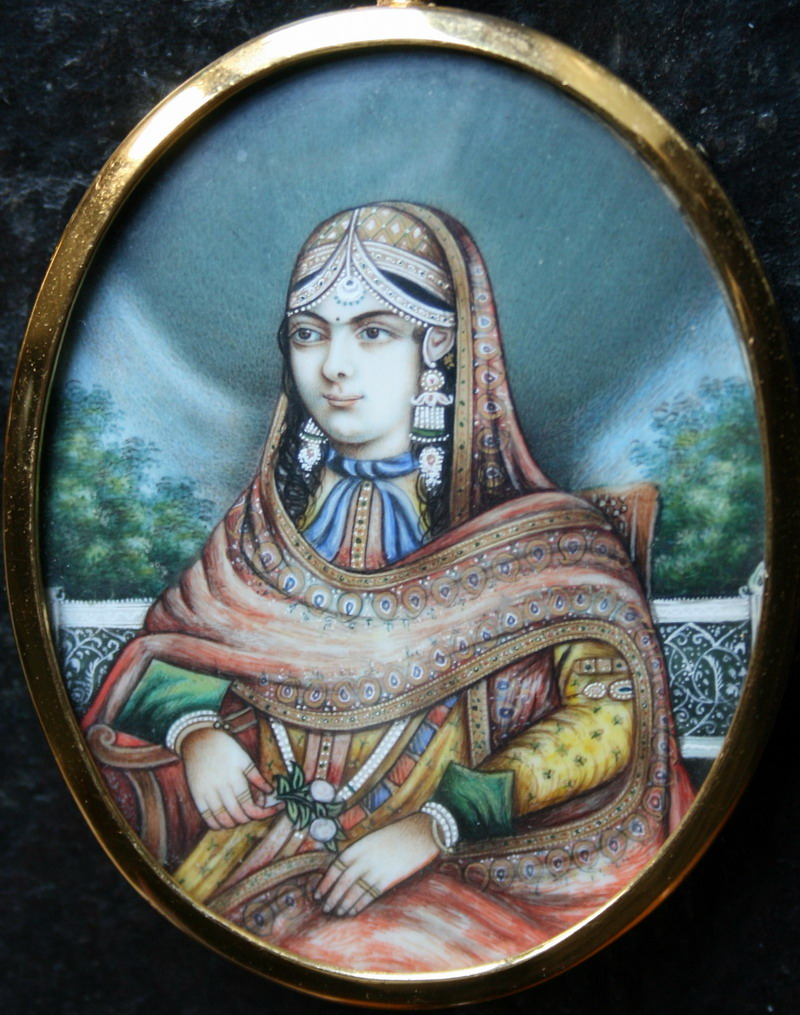
Portret cesarzowej z ok. 1850

Cesarzowa Hindustanu była jedną z najbogatszych kobiet swoich czasów. Mariam-uz-Zamani wykorzystała swoje bogactwo do budowy ogrodów, studni, meczetów i osiedli wiejskich. Cesarzowa była patronką kilku miast. Miała wiele jagirów, np. Bayana, pargana z Dżansath itp. Władcy różnych królestw darowali jej wiele cennych prezentów. W 1601 otrzymała dar od królowej Anglii. Mariam-uz-Zamani miała wielu agentów, pośredników i doradców finansowych, a także własnych vakili, którzy doradzali jej i zarządzali jej majątkami. Była jedyną kobietą swoich czasów, która miała stopień wojskowy, jedną z czterech najwyższych rangą postaci na dworze Mogołów i jedyną kobietą, która miała najwyższy stopień wojskowy, równy rangą samemu cesarzowi. Corocznie z okazji Nowego Roku każdy szlachcic w kraju darowywał jej klejnot zgodnie z możliwościami finansowymi, co nie było praktykowane w przypadku żadnej innej cesarzowej Mogołów. W przeddzień nowego roku, w obecności dworu, syn obdarowywał ją klejnotami i innymi  prezentami.
Jest pierwszą notowaną kobietą, która konsekwentnie zajmowała się handlem wewnętrznym i zagranicznym. Za panowania męża i syna budowała statki, które przewoziły pielgrzymów do i z Mekki, prowadziła szeroko zakrojony handel jedwabiem i kilkoma przyprawami, nadzorowała handel z krajami i narodami Zatoki Perskiej. Akbar zwrócił uwagę na działalność gospodarczą Mariam-uz-Zamani i zainwestował pieniądze w jej przedsięwzięcia handlowe. Dyskutował z cesarzową o jej przedsięwzięciach biznesowych. Mariam-uz-Zamani była jedyną żoną Akbara upoważnioną do handlu międzynarodowego.
Często podróżowała do różnych miast imperium i portów morskich, aby nimi zarządzać. Uważa się, że zbudowała pierwsze duże statki morskie Mogołów w Lahore. Była właścicielką i patronką największych statków o nazwie Rahīmī, a następnie Ganj-i-Sawai. Nur Jahan i Jahanara Begum kontynuowały dziedzictwo cesarzowej, angażując się w zagraniczny handel.

#### Konflikty z Europejczykami
Za panowania Akbara Portugalczycy utrzymywali z Mogołami stosunkowo przyjazne stosunki. Za panowania Dżahangira Portugalczycy poczuli się zagrożeni obecnością w Hindustanie innych europejskich kupców, zwłaszcza Anglików. Aby zmusić cesarza do wypędzenia z Hindustanu Anglików, Portugalczycy zaatakowali statek należący do matki cesarza, Mariam-uz-Zamani. 1 lutego 1609 statek szykowano do przewozu towarów do Mocha, arabskiego portu na południe od Mekki przy wejściu do Morza Czerwonego. Portugalczycy zagrozili, że uciekną ze statkiem na Diu, chyba że cesarz zapłaci wygórowaną sumę pieniędzy – zażądali najpierw 1 00 000, a potem 20 000 mamudies. Finalnie, w celu uniknięcia rozlewu krwi, obie strony były w stanie pójść na kompromis w sprawie i ustaliły opłatę w wysokości 1000 riali.
Pod koniec 1610 lub na początku 1611 cesarzowa wysłała jednego ze swoich agentów, aby kupił indygo w Bayana. Był to ważny ośrodek produkcji indygo położony 50 mil na południowy zachód od Agry. Rajeev Bargoti uważał, że zainteresowanie cesarzowej handlem indygo mogło wynikać z tego, że jej majątki wolne od podatków znajdowały się na obszarze produkującym indygo wokół Bayana. Indygo miało zostać załadowane na statek Mariam-uz-Zamani, który planowano wysłać do Mocha. Gdy transakcja była finalizowana, do Bayana przybył Anglik William Finch. Zaoferował więcej pieniędzy niż cesarzowa, wziął indygo i uciekł. Finch był agentem Hawkinsa, ambasadora Kompanii Wschodnioindyjskiej, z którą do tej pory Dżahangir utrzymywał dobre kontakty. Finch poinformował Hawkinsa, że planuje sprzedać indygo w Aleppo, a następnie wrócić do Anglii. William Hawkins twierdził potem, że nie miał innego wyboru, jak tylko przypodobać się jezuitom, aby uzyskać glejt, który pozwoliłby mu i żonie podróżować do Goa. Stamtąd mieli wyruszyć do Europy. Mariam-uz-Zamani poskarżyła się cesarzowi.
W 1612 angielski kapitan Jourdain zapisał, że największy statek pielgrzymkowy, który należał do Mariam-uz-Zamani, nazywany Rahimi, płynął do Mokki. Jednak miejscowi kupcy nie planowali ładować swoich towarów na pokład, dopóki Europejczycy nie znikną z Hindustanu. We wrześniu 1613 Portugalczycy zajęli i spalili statek Rahimi. Chociaż dowództwa statku miało niezbędną portugalską przepustkę i nie naruszyło żadnych obowiązujących warunków porozumienia z Portugalczykami, to Portugalczycy porwali statek z całym jego ładunkiem o wartości 100 000 funtów. Stanowiło to równowartość dzisiejszego pół miliarda rupii. Na statku znajdowało się 700 osób. Dżahangir wysłał gubernatora Muqarraba Khana, aby zawiesił żeglugę w Surat, głównym indyjskim forcie handlu morskiego, i oblegał portugalskie miasto Daman. Kościół jezuitów w Agrze, który został zbudowany za panowania Akbara, został zamknięty, a zasiłki dla portugalskich księży przebywających w państwie Mogołów zostały zawieszone. Cały dwór Mogołów było wzburzony. Władcy Mogołów przyzwyczaili się do brutalności Portugalczyków, ale dotąd reagowali, ignorując ją lub przystosowując się do niej. Tym razem królowa matka domagała się zemsty. Muzułmański statek hinduskiej królowej przewoziły pielgrzymów przez wody patrolowane przez portugalską chrześcijańską armadę. Przeczyło to polityce tolerancji, której patronowali Mogołowie.
Portugalczycy próbowali zawrzeć pokój, a później zgodzili się zrekompensować Mogołom utratę statku Królowej Matki i przyznać dodatkowe przepustki statkom płynącym z Hindustanu na Morze Czerwone. Ostatecznie cesarz zawarł porozumienie, na mocy którego Portugalczycy musieli zapłacić trzy lakh rupii za statek. Zawieszono sprawę wydalenia Anglików. Zdobycie przez Portugalczyków statku Mariam-uz-Zamani spowodowało poważną zmianę w stosunkach między rządami Mogołów i Portugalii, a skorzystali na tym Anglicy.

Po stracie Rahimi Mariam-uz-Zamani kontynuowała wyprawy handlowe i pielgrzymkowe. Dowodziła flotą statków. W 1617 dwóch angielskich piratów próbowało przejąć jej statek, kiedy wracał z Morza Czerwonego z licznymi pielgrzymami i cennym ładunkiem. Statek został uratowany dzięki interwencji floty Kompanii Wschodnioindyjskiej. Później cesarzowa wdowa nakazała budowę jeszcze większego statku z 62 działami i ponad 400 muszkietami. Nazwała go „Ganj-I-Sawai”. Był to statek handlowo-pielgrzymkowy wysyłany do Mekki. W drodze powrotnej załoga sprzedawała wszystkie towary i wymieniała je na złoto i srebro. 

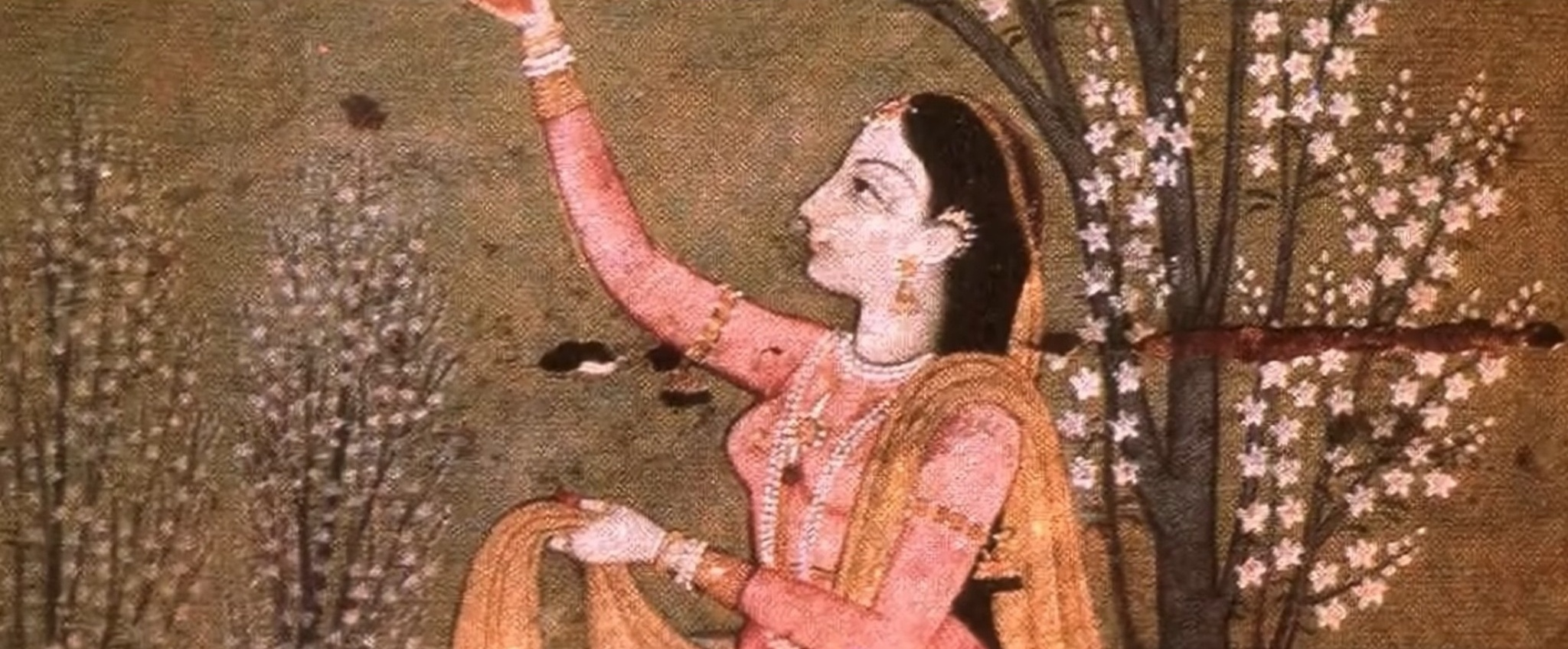
Wyobrażenie cesarzowej

### Mecenat
Mariam-uz-Zamani była jedną z patronek architektury. Wokół grobowca męża cesarzowa założyła duży ogród, w którym została później pochowana. Zleciła też budowę wejścia do fortu Lahore, znanego jako Masjidi Darwaza. Obecnie funkcjonuje jako Masti Darwadźa (Brama Masti). Poza tym była inicjatorką budową meczetu w Lahore i baoli (studni schodkowej) w Bayana.

#### Meczet Begum Shahi

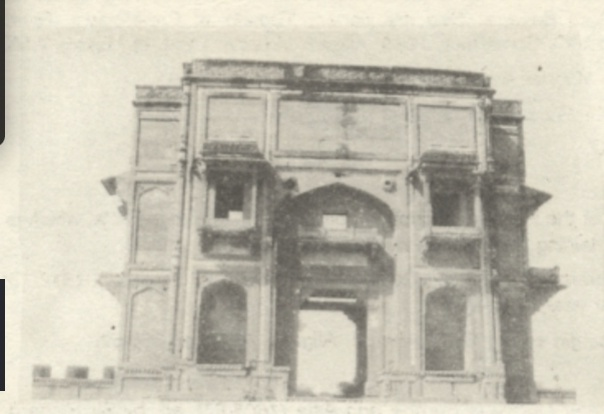
Brama do baoli (studni) w Bayana

Mariam-uz-Zamani zbudowała jeden z najstarszych meczetów w Lahore i jeden z pierwszych powstałych za panowania Dżahangira. Budowla powstała zgodnie z wzorami architektury Mogołów. Meczet znany jest jako meczet Begum Shahi. Został nazwany na cześć cesarzowej. Znajduje się w pobliżu starej bramy Masti w otoczonym murami mieście Lahore, naprzeciwko wschodnich murów fortu Lahore. Wyróżnia się wyjątkowymi freskami. Można tu znaleźć wielką różnorodność geometrycznych wzorów roślinnych i inskrypcji w subtelnej kolorystyce, jak również najwcześniejszy datowany motyw irański w architekturze Mogołów. Meczet jest wybitnym przykładem połączenia elementów ze stylu Timurid i Safavid. Sala modlitewna meczetu to jednonawowa pięcioprzęsłowa konstrukcja z misterną dekoracją malarską. Wewnętrzna centralna kopuła zawiera jedną z najstarszych sieci utworzoną z punktów ułożonych w koncentryczne okręgi.
W meczecie znajduje się komora modlitewna z pięcioma przęsłami, pierwsza taka w Lahore. Później stała się typową dla meczetów Mogołów. Sufity grobowca Itimad-ud-Daula z ich bogato polichromowanymi sklepieniami sieciowymi i gwiaździstymi formami są bardziej wyrafinowaną wersją tych z meczetu Begum Shahi. Sala modlitewna meczetu Wazir Khan i jej wnętrze, zagłębiony łuk i gwiaździste sklepienie centralnego pisztaqa, są bogato polichromowane przy użyciu techniki podobnej do tej w meczecie Begum Shahi.
W czasie budowy meczet był jedynym tak dużym w sąsiedztwie fortu Lahore, dlatego był często odwiedzany przez szlachtę dworu Mogołów. Na fasadzie północnej bramy znajduje się perska inskrypcja informująca o tym, że meczet powstał w 1614. Po 200 latach Ranjit Singh zamienił meczet na fabrykę prochu strzelniczego.

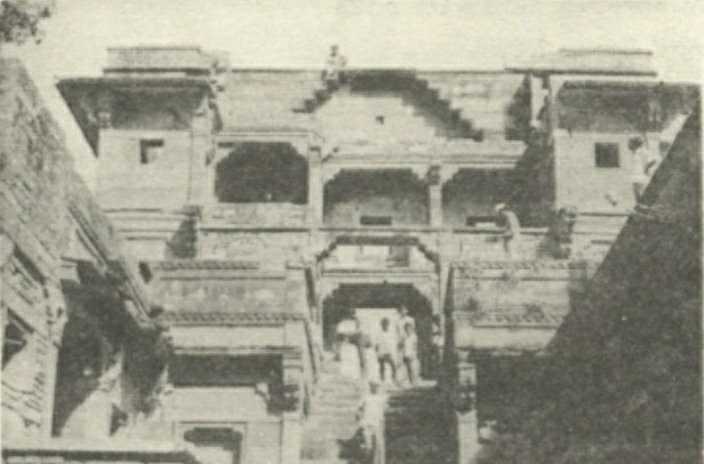
Studnia w Bayana

#### Baoli Mariam-uz-Zamani
Około 1612 cesarzowa zamówiła wielką studnię schodkową i duży ogród w Bayana niedaleko dzielnicy Brahmabad. Studnię schodkową docenił jej syn, Dżahangir, który odwiedził ją około 1619 i zauważył, że ta wspaniała i dobrze postawiona budowla kosztowała tylko 20 000 rupii. Był to wielki budynek z bramami, hełmami, łukami, galeriami, filarami i wieloma pomieszczeniami. Studnia schodkowa składa się z bramy, czterech biegów schodów prowadzących w dół do poziomu wody oraz szybu studni na dalszym końcu głównej osi. Wszystkie elementy zbudowano z czerwonego piaskowca. Europejski podróżnik Thevenot uważał ten kompleks ogrodów i baoli za królewski dom. Mariam-uz-Zamani miała tu mieszkać podczas okazjonalnych wizyt w okolicy.

Główna brama baoli to dwukondygnacyjna konstrukcja skierowana na wschód. Mniejszy prostokątny portal jest obramowany wysokim łukiem. Brama jest typowa dla architektury Mogołów z początku XVII wieku. Łączy w sobie elementy stylu Fatehpur Sikri i budowli radźpuckich. Ma dwie kondygnacje, ale jest skonstruowany tak, aby od frontu sprawiał wrażenie trzypiętrowego. 

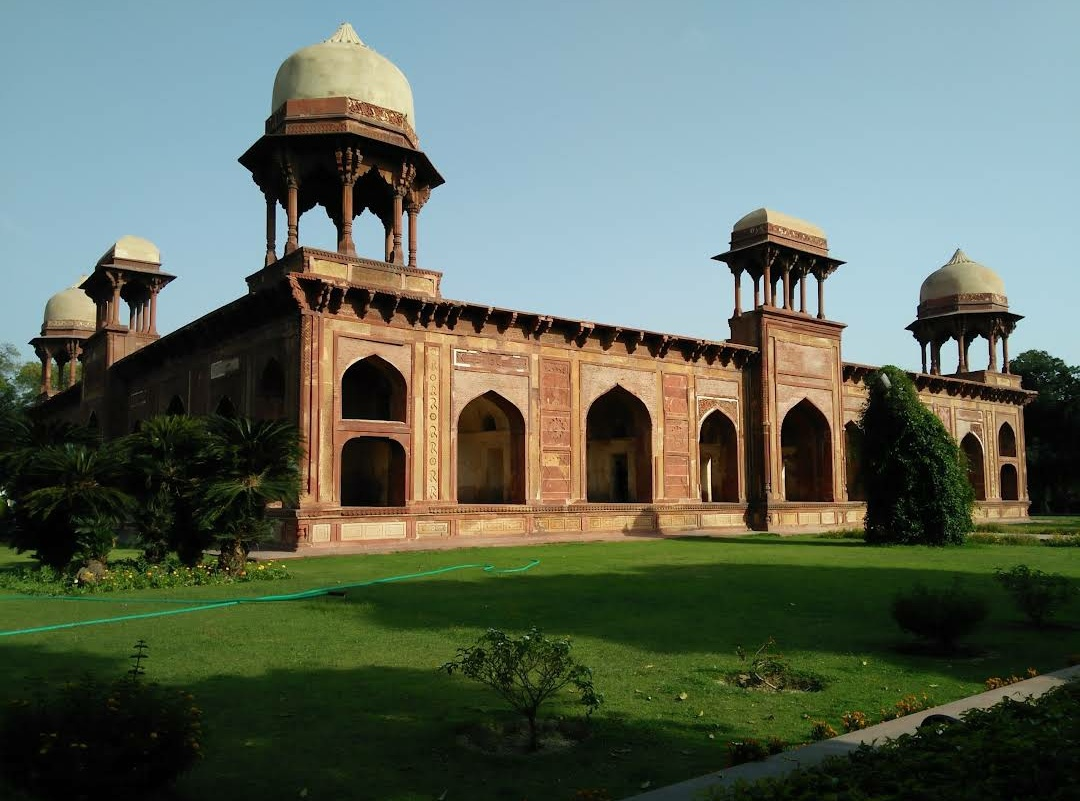
Grobowiec cesarzowej

Napis na studni schodkowej odwołuje się do panowania Dżahangira i podaje, że baoli powstała w siódmym roku jego panowania z polecenia matki władcy, Maryam Zamani. Zbudowano bagh (ogród) i piękne baoli (studnię). Kompleks zbudowano w tym samym czasie co meczet Begum Shahi w Lahore.

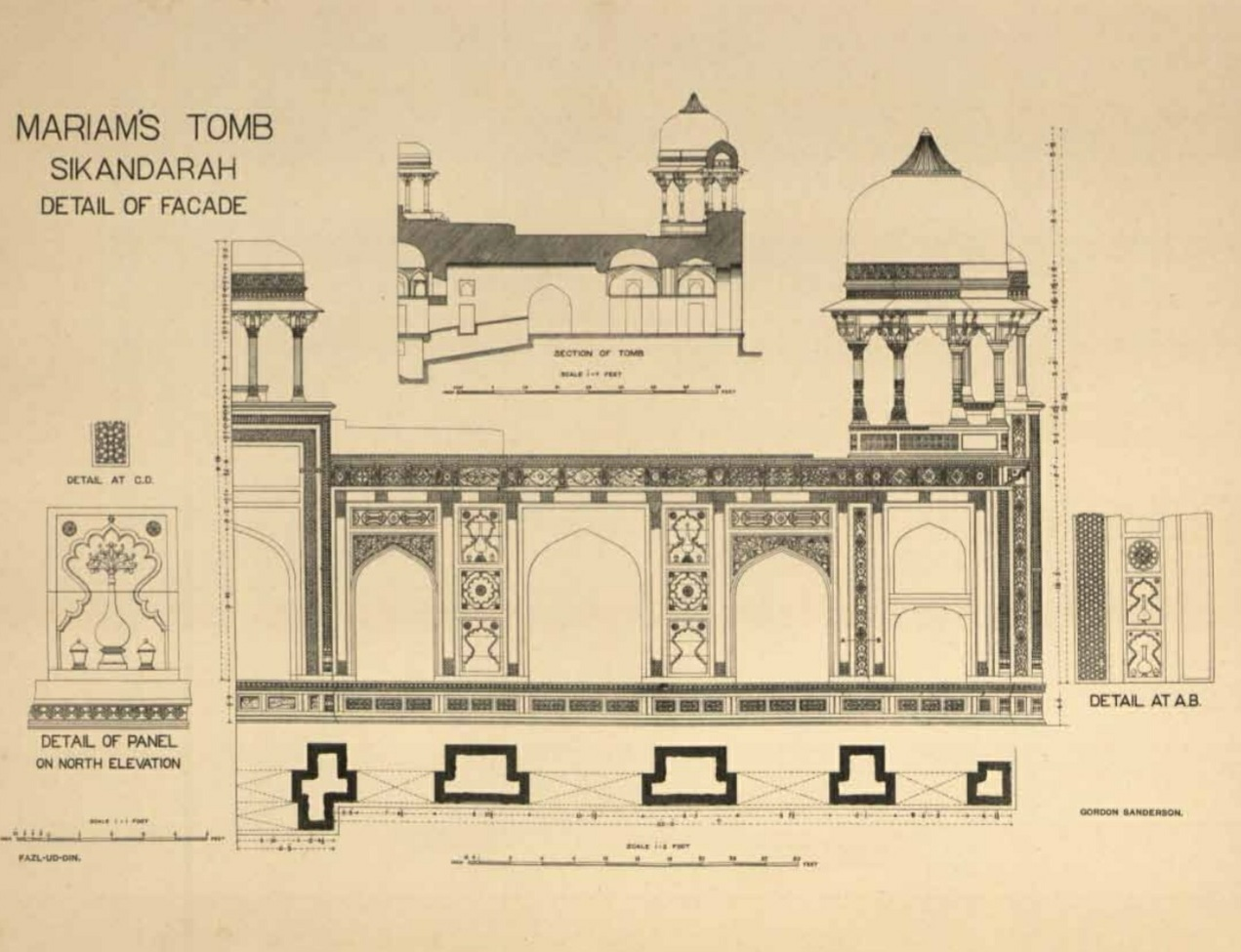
Detale grobowca cesarzowej

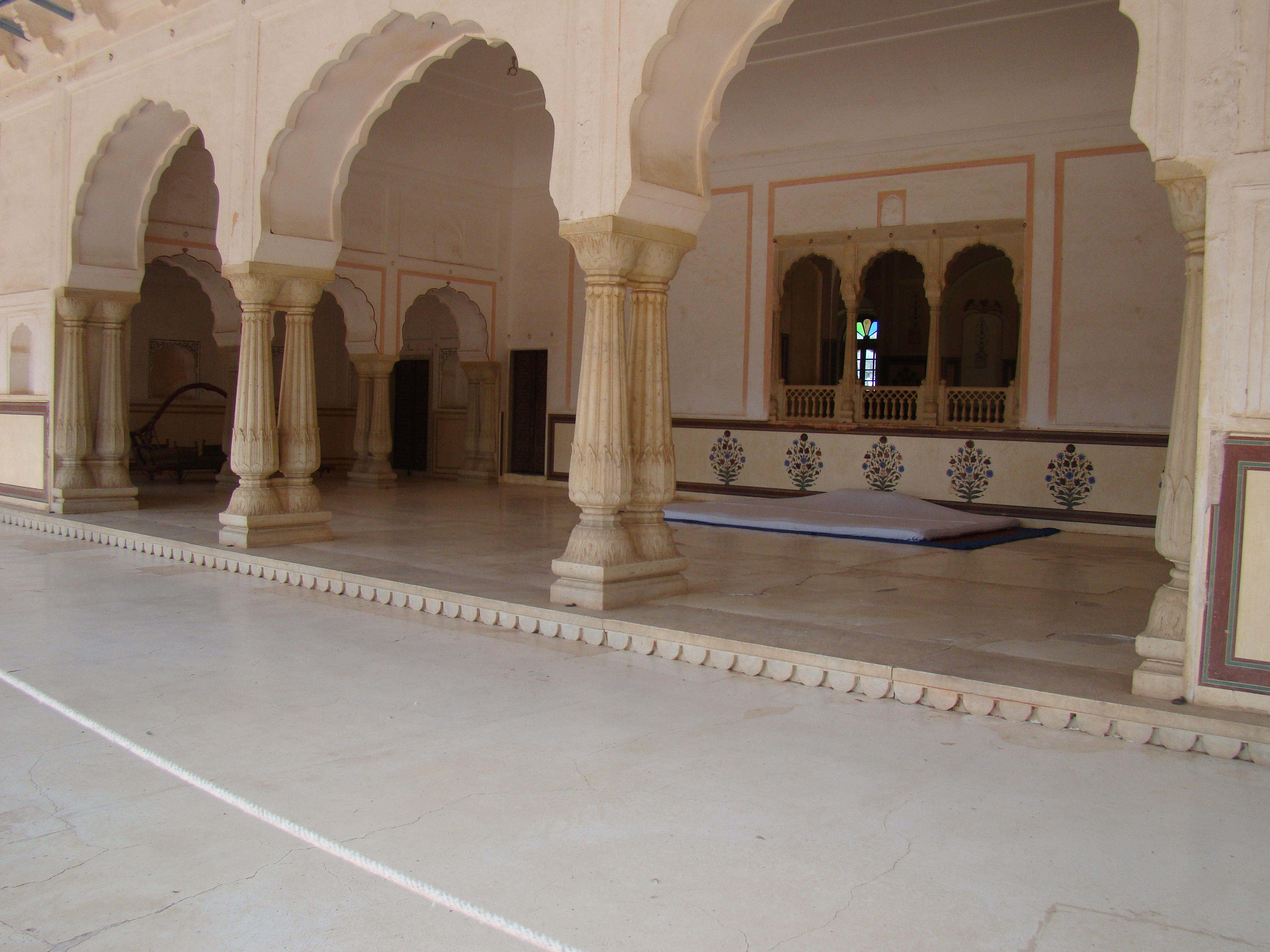
Pałac w Dżajpurze, w którym kręcono film Księżniczka i cesarz

## Śmierć
Mariam-uz-Zamani zmarła w maju 1623. Nie ma konkretnych dowodów wskazujących na przyczynę jej śmierci, chociaż uważa się, że była to choroba. Dżahangir w autobiografii pisał o jej pogarszającym się od 1616 stanie zdrowia.
Jej grób, zbudowany w latach 1623–1627, znajduje się przy drodze Tantpur w Dźyoti Nagar. Grób Mariam powstał z inicjatywy jej syna, Dżahangira, który opłakiwał stratę matki. Została pochowana z wszelkimi honorami w mauzoleum położonym około 1 km od grobowca Akbara. Jest jedyną żoną Akbara pochowaną tak blisko niego. Jej grób przypomina mauzoleum męża: górne piętro obu budowli jest otwarte, a górne rogi piętra zdobią pawilony zwieńczone kopułami. Sam grób znajduje się pod ziemią, a prowadzą do niego schody.

## W kulturze popularnej

### Filmy i seriale TV
- Sulochana zagrała cesarzową w filmie Anarkali z 1953[85].
- Durga Khote zagrała cesarzową w indyjskim filmie Mughal-e-Azam z 1960[86].
- Jamuna zagrał rolę cesarzowej w filmie telugu Akbar Salim Anarkali[87].
- Puja Acharya zagrała cesarzową w serialu telewizyjnym Doordarshan Akbar The Great (1988–1989)[88].
- Aishwarya Rai zagrała cesarzową w filmie Jodhaa Akbar z 2008 w reżyserii Ashutosha Gowarikara[89][90].

- Paridhi Sharma zagrała rolę cesarzowej w historycznym serialu dramatycznym Jodha Akbar. Emitowano go w latach 2013–2015[91].
- Delnaaz Irani wcieliła się w cesarzową w historycznym serialu komediowym Har Mushkil Ka Hal Akbar Birbal emitowanym od 2014 do 2016. W 2016 w kilku odcinkach zastąpiła ją Pragati Mehra[92].
- Tasha Kapoor wcieliła się w rolę cesarzowej w Bharat Ka Veer Putra – Maharana Pratap[93].
- Gurdeep Kohli przedstawił cesarzową w serialu telewizyjnym Colors Dastaan-E-Mohabbat Salim Anarkali[94].
- Aditi Sajwan wcieliła się w postać cesarzowej w serialu komediowym Star Bharat Akbar Ka Bal Birbal[95].
- Anuradha Tarafdar zagrała rolę cesarzowej w filmie Manohara Arsziego Most Akbara[96].
- Sandhya Mridul zagrała królową w Taj: Divided by Blood[97].

### Literatura
- Mariam-uz-Zamani jest główną postacią (jako Jodhaa Bai) powieści Salmana Rushdiego z 2008 pt. The Enchantress of Florence[98].
- Jodh bai jest główną postacią w książce Subhadry Sen Gupty pt. The Teenage Diary of Jodh Bai[99].